# Brit tengerentúli területek

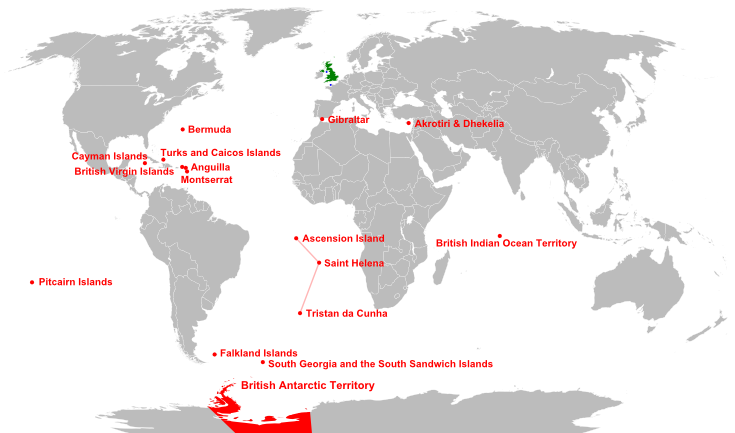
A brit tengerentúli területek elhelyezkedése

A brit tengerentúli területek (angolul egyes számban British Overseas Territory) olyan területek – szám szerint 14 – amelyek nem képezik részét az Egyesült Királyságnak, de az Egyesült Királyság szuverenitása alá tartoznak.
A „Brit Tengerentúli Terület” fogalmát a Brit Tengerentúli Területekről szóló 2002-es törvény vezette be a brit függő terület (British dependent territory) fogalma helyett, amelyet a Brit nemzetről szóló 1981-es törvény fogalmazott meg. Még korábban a tengerentúli területeket gyarmatoknak (colonies), vagy koronagyarmatoknak (crown colonies) nevezték.
A tengerentúli területek nem keverendők össze a brit koronafüggőségekkel (Crown dependencies: Jersey, Guernsey, Man sziget) amelyek a brit Korona szuverenitása alatt állnak, de alkotmányos státuszuk különböző a tengerentúli területekétől.
Történelmi viszonylatban megkülönböztetendők egymástól a brit protektorátusok (angolul 'protectorates vagy protected states) és a gyarmatok: az előbbiek brit ellenőrzés alatt álltak, de névleg független államként, a gyarmatok azonban a brit állam részét képezték.
Szintén megkülönböztetendők a domíniumoktól (Dominions), amelyek független államok voltak és a Brit Birodalomban, illetve a Nemzetközösségben egyenlő státuszt élveztek az Egyesült Királysággal. (A domínium szót ma már kevésbé használják, helyette inkább a Nemzetközösségi királyság, angolul Commonwealth Realm, az elfogadott.)
A koronagyarmatokat, mint például Hongkongot, az különböztette meg más gyarmatoktól, hogy közvetlenül a korona közigazgatása alá tartoztak, mindazon önkormányzati jogok nélkül, amelyekkel a többi gyarmat, mint például Bermuda rendelkezett.

## A jelenlegi tengerentúli területek
| Zászlaja | Címere | Neve                                             | Elhelyezkedése           | Jelmondata                                                                  | Területe                              | Népessége                   | Fővárosa                    |
| -------- | ------ | ------------------------------------------------ | ------------------------ | --------------------------------------------------------------------------- | ------------------------------------- | --------------------------- | --------------------------- |
|          |        | Akrotíri és Dekélia Szuverén Támaszponti Terület | Földközi-tenger (Ciprus) | Dieu et mon droit (Francia: „Isten és a jogom”)                             | 254 km² (98 mi²)                      | 15 000 katona és személyzet | Episzkopi                   |
|          |        | Anguilla                                         | Karib-tenger             | Erő és kitartás (Strength and Endurance)                                    | 102 km² (39,4 mi²)                    | 12 800                      | The Valley                  |
|          |        | Bermuda                                          | Észak-Atlanti-óceán      | Quo fata ferunt (latin: „Ahová a sors visz”)                                | 53,3 km² (20,6 mi²)                   | 64 482                      | Hamilton                    |
|          |        | Brit antarktiszi terület                         | Antarktisz               | Kutatás és felfedezés (Research and discovery)                              | 1 709 400 km² (666 000 mi²)           | 200                         | Rothera (fő támaszpont)     |
|          |        | Brit Indiai-óceáni Terület                       | Indiai-óceán             | In tutela nostra Limuria (latin: „Felelünk a Limuriáért”)                   | 60 km² (23 mi²)                       | 3200 katona és személyzet   | Diego Garcia (támaszpont)   |
|          |        | Brit Virgin-szigetek                             | Karib-tenger             | Vigilate (latin: „Legyetek éberekǃ”)                                        | 153 km² (59 mi²)                      | 21 730                      | Road Town                   |
|          |        | Déli-Georgia és Déli-Sandwich-szigetek           | Dél-Atlanti-óceán        | Leo terram propriam protegat (latin: „Hagyd az oroszlánt őrizni a földjét”) | 3903 km² (1508 mi²)                   | 11-26 személyzet            | King Edward Point/Grytviken |
|          |        | Falkland-szigetek                                | Dél-Atlanti-óceán        | Kívánd a jót (Desire the right)                                             | 12 173 km² (4702 mi²)                 | 2967                        | Stanley                     |
|          |        | Gibraltár                                        | Dél-Európa               | Nulli expugnabilis hosti (latin: „Ellenség nem hódította meg”)              | 6,5 km² (2,5 mi²)                     | 27 776                      | Gibraltár                   |
|          |        | Kajmán-szigetek                                  | Karib-tenger             | Tengeren alapíttatott (He hath founded it upon the seas)                    | 260 km² (100,4 mi²)                   | 57 800                      | George Town                 |
|          |        | Montserrat                                       | Karib-tenger             | Mindenki törekedik minden elérésére (Each Endeavouring, All Achieving)      | 102 km² (39 mi²)                      | 9000                        | Plymouth                    |
|          |        | Pitcairn-szigetek                                | Csendes-óceán            |                                                                             | 43 km² (17 mi²) (valamennyi sziget)   | 50                          | Adamstown                   |
|          |        | Szent Ilona, Ascension és Tristan da Cunha       | Dél-Atlanti-óceán        | Hű és megingathatatlan (Loyal and unshakeable)                              | 410 km² (158 mi²) (valamennyi sziget) | 6563                        | Jamestown                   |
|          |        | Turks- és Caicos-szigetek                        | Karib-tenger             | Egy nép, egy nemzet, egy sors (One people, one nation, one destiny)         | 430 km² (166 mi²)                     | 26 288                      | Cockburn Town               |

## Fotógaléria

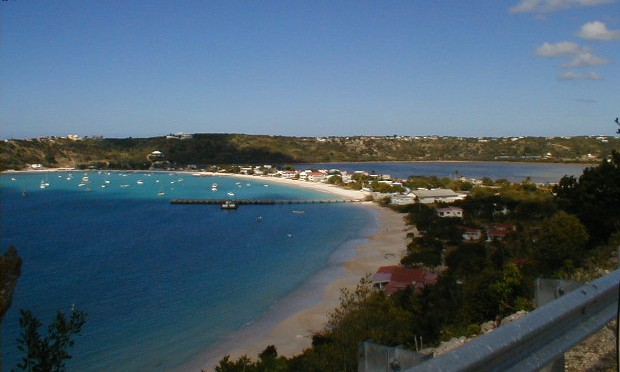
Anguilla
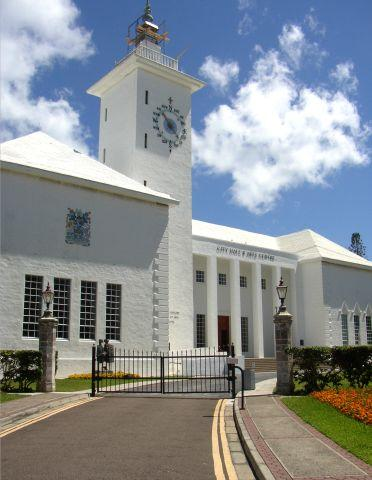
Városháza, Hamilton, Bermuda
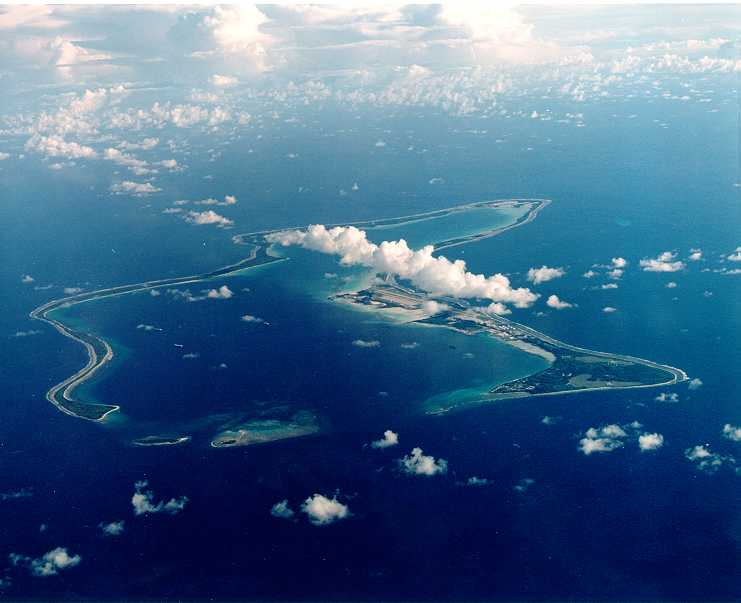
Diego Garcia katonai támaszpontjának képe, Brit Indiai-óceáni Terület
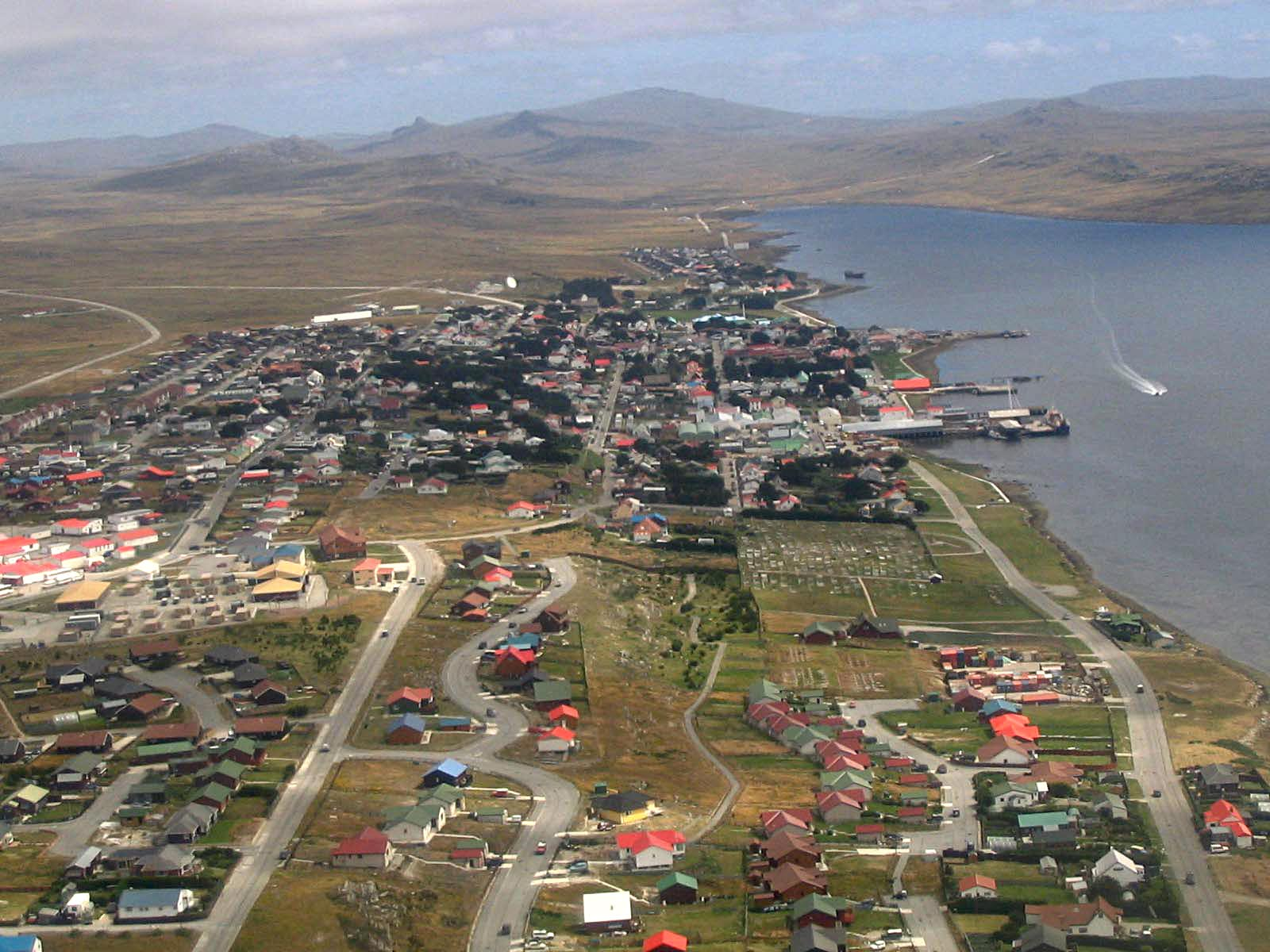
Falkland-szigetek Stanley
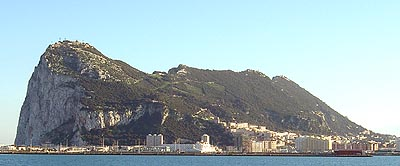
Gibraltár sziklája
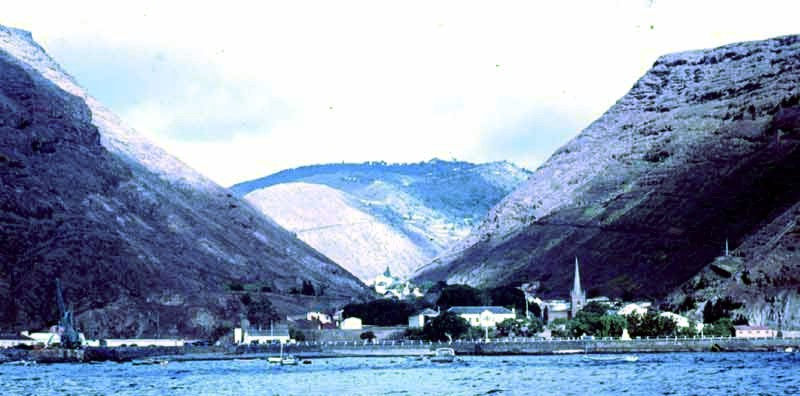
Jamestown, Szent Ilona

## Hadsereg
A tengerentúli területek biztonságáért az anyaország hadereje felel. Több területen azonban bázisokat hoztak létre feladatuk elvégzésére.
- Ascension – Royal Air Force egyik bázisa. A United States Air Force is itt tartózkodik egy közös megállapodás alapján.
- Bermuda – Az USA függetlensége óta a Royal Navy támaszpontja.
- Brit Indiai-óceáni Terület – Diego García-szigeten egy nagy tengeri- és légi támaszpont van.
- Falkland-szigetek – A British Army, a Royal Air Force és a Royal Navy szolgál a szigeteken.
- Gibraltár – Hajógyár található a félszigeten, amelyet a Royal Navy és a NATO is használ.
- Akrotíri és Dekélia – Cipruson található szuverén brit támaszpont.